# Eustala guttata
Eustala guttata là một loài nhện trong họ Araneidae.
Loài này thuộc chi Eustala. Eustala guttata được Frederick Octavius Pickard-Cambridge miêu tả năm 1904.